# Deliboz
Delibozhästen är en lokal hästras i Azerbajdzjan som inte har någon känd härstamning. Däremot blev de rastypade efter forskningar under 1930- och 1940-talet då man kunde särskilja dem från andra hästar i området och världen. Deliboz är den enda rasen från Asien med mer än en gångart och tungan har ett djupt streck som gör att den ser kluven ut. Bakbenen är dessutom längre än frambenen vilket ger hästen ett framåtlutat utseende.

## Historia
Ingen känner till ursprunget på Deliboz utan rasen blev påkommen under stora forskningar om världens hästraser under 1930-talet och 1940-talet. Man kunde genom genetisk efterforskning skilja en stor grupp hästar från alla andra korsningar och bergshästar i Azerbajdzjan och förvånansvärt hade stammarna i Azerbajdzjan enbart avlat dessa hästar med varandra, trots att det folk som höll hästarna säkert hade lite kunskap inom avel och raser. på 1950-talet dök det första stuteriet för rasen upp i landet och hästarna korsades med Tersk, Arabiskt fullblod och Karabagh för att få lite mer fason på rasen som inte direkt hade några talanger och inte heller höll för det arbete som folket i området använde dem till vilket gjorde att rasen näst intill försvann efter att många exemplar skickats till USA och England för mer forskning. 
Det finns en enda stam av hästar kvar på stuteriet Dashyuz där de flesta innehåller mycket Terskblod,  speciellt från hingstarna Tselostat och Pygmalion. Man avlar nu fram så rena hästar som möjligt för att bevara rasen. 

## Egenskaper
Deliboz är en stark och säker häst med långa ben, varav de bakre är längre än de främre. Halsen är kort och kompakt och rasen har ett kort huvud med bred panna och smal mule. Hästen är ökänd för sitt heta, labila temperament. Det mest egna kännetecknet är tungan med en djup delning som gör att tungan ser ut att vara kluven längst ut på tungspetsen. 
Men trots sitt temperament är rasen oumbärlig i bergsområdena som packhäst då den kan gå långa distanser på kort tid med mycket packning på ryggen. Den extra gångarten kallad rack eller pace gör hästen snabb utan extra ansträngning och är bekväm för ryttaren. 